# Nguyễn Tuấn Minh
Nguyễn Tuấn Minh (sinh ngày 15 tháng 8 năm 1953) là chính trị gia người Việt Nam. Ông từng là Chủ tịch Ủy ban nhân dân tỉnh Bà Rịa – Vũng Tàu, Chủ tịch Hội đồng nhân dân tỉnh Bà Rịa – Vũng Tàu, Trưởng đoàn đại biểu Quốc hội Việt Nam khóa 11 tỉnh Bà Rịa – Vũng Tàu, đại biểu Quốc hội Việt Nam khóa 11, thuộc đoàn đại biểu Bà Rịa – Vũng Tàu.

## Tiểu sử
Nguyễn Tuấn Minh sinh ngày 15 tháng 8 năm 1953, người dân tộc Kinh, không theo tôn giáo nào, quê quán tại xã Long Phước, thị xã Bà Rịa (nay là thành phố Bà Rịa), tỉnh Bà Rịa – Vũng Tàu. Ông có bằng cử nhân Tài chính và cử nhân lí luận chính trị.
Nguyễn Tuấn Minh từng là Phó Chủ tịch Ủy ban nhân dân tỉnh Bà Rịa – Vũng Tàu.
Tháng 12 năm 2003, ông được bầu làm Ủy viên Ban chấp hành Trung ương Đảng Cộng sản Việt Nam khóa IX.
Khi làm đại biểu Quốc hội Việt Nam khóa 11 tỉnh Bà Rịa – Vũng Tàu, ông là Ủy viên Ban chấp hành Trung ương Đảng Cộng sản Việt Nam khóa IX, Uỷ viên Ủy ban Kinh tế và Ngân sách của Quốc hội khóa 11, Chủ tịch Ủy ban nhân dân tỉnh Bà Rịa – Vũng Tàu, Phó Bí thư tỉnh ủy, Trưởng đoàn đại biểu Quốc hội Việt Nam khóa 11 tỉnh Bà Rịa – Vũng Tàu.
Tại Hội nghị lần 9 Ban Chấp hành Trung ương Đảng Cộng sản Việt Nam từ ngày 1 đến ngày 12 tháng 1 năm 2004, Nguyễn Tuấn Minh bị kỷ luật Đảng dưới hình thức khiển trách vì khi làm giám đốc Sở Tài chính Bà Rịa – Vũng Tàu, ông đã xử lý sai số ôtô nhập lậu của công ty liên doanh Vicarrent.
Tháng 5 năm 2004, ông được bầu giữ chức vụ Chủ tịch Hội đồng nhân dân tỉnh Bà Rịa – Vũng Tàu.
Kể từ ngày 1 tháng 3 năm 2005, Nguyễn Tuấn Minh, Ủy viên Ban chấp hành Trung ương Đảng Cộng sản Việt Nam khóa IX, nguyên Phó Bí thư Tỉnh uỷ Bà Rịa – Vũng Tàu, Chủ tịch Hội đồng nhân dân tỉnh Bà Rịa – Vũng Tàu, được tạm quyền giữ chức vụ Bí thư Tỉnh ủy Bà Rịa – Vũng Tàu theo Quyết định số 1305-QĐNS/TW của Bộ Chính trị Ban Chấp hành Trung ương Đảng Cộng sản Việt Nam.
Ngày 23 tháng 10 năm 2010, tại Đại hội đại biểu Đảng bộ tỉnh Bà Rịa – Vũng Tàu khóa V, với tư cách Ủy viên Ban chấp hành Trung ương Đảng Cộng sản Việt Nam khóa X, ông tái đắc cử chức vụ Bí thư Tỉnh ủy Bà Rịa – Vũng Tàu khóa V nhiệm kỳ 2010–2015.
Nguyễn Tấn Minh nghỉ công tác từ ngày 1 tháng 4 năm 2016 và nghỉ hưu từ ngày 1 tháng 10 năm 2016 theo Quyết định số 66-QĐNS/TW của Bộ Chính trị Ban Chấp hành Trung ương Đảng Cộng sản Việt Nam.